# Ольдіслебен
Ольдіслебен (нім. Oldisleben) — громада в Німеччині, розташована в землі Тюрингія. Входить до складу району Киффгойзер. Складова частина об'єднання громад Ан-дер-Шмюкке.
Площа — 32,47 км2. Населення становить Невірний параметр metadata 16 065 054 ос. (станом на 31 грудня 2021).

## Галерея

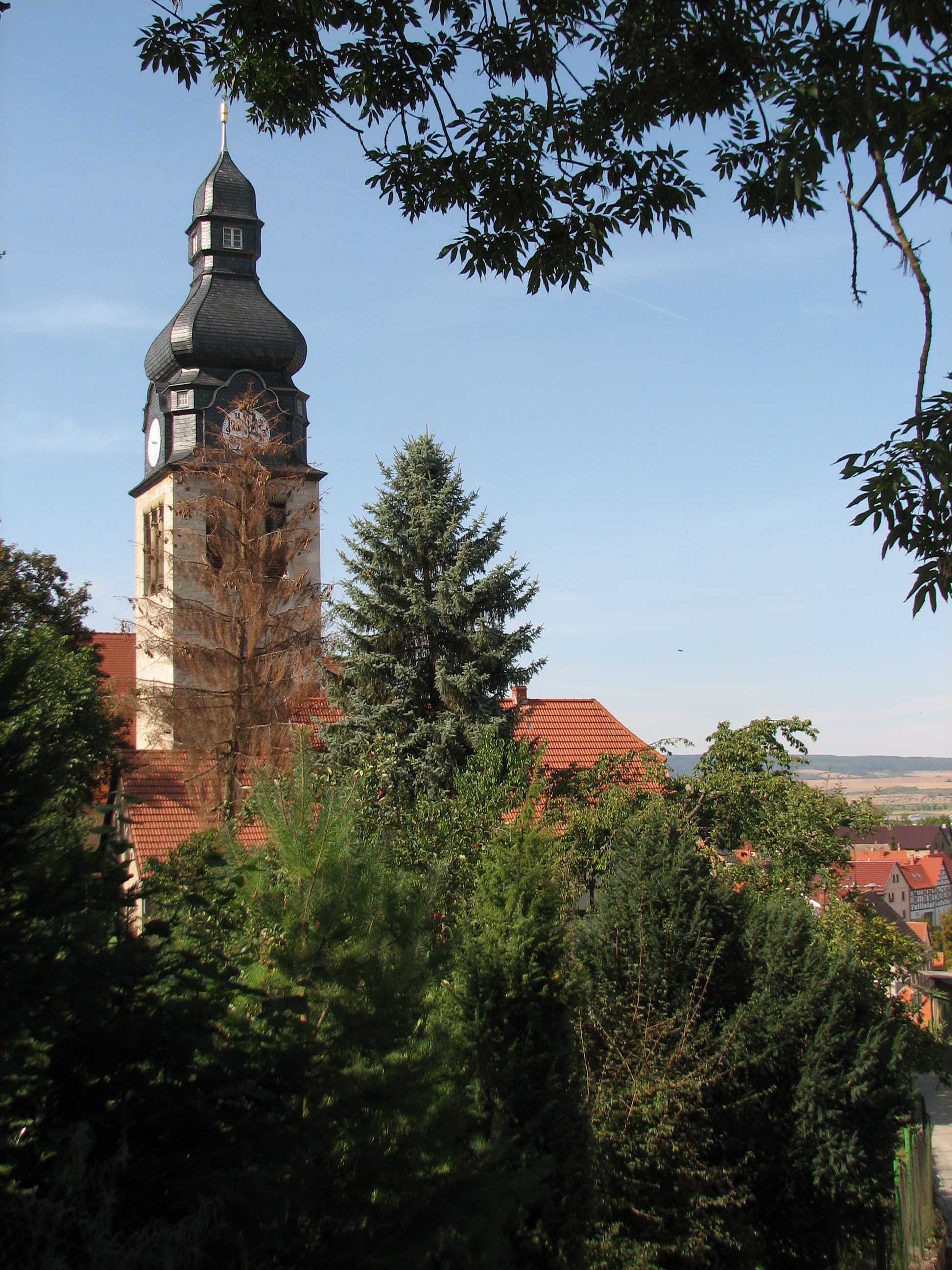
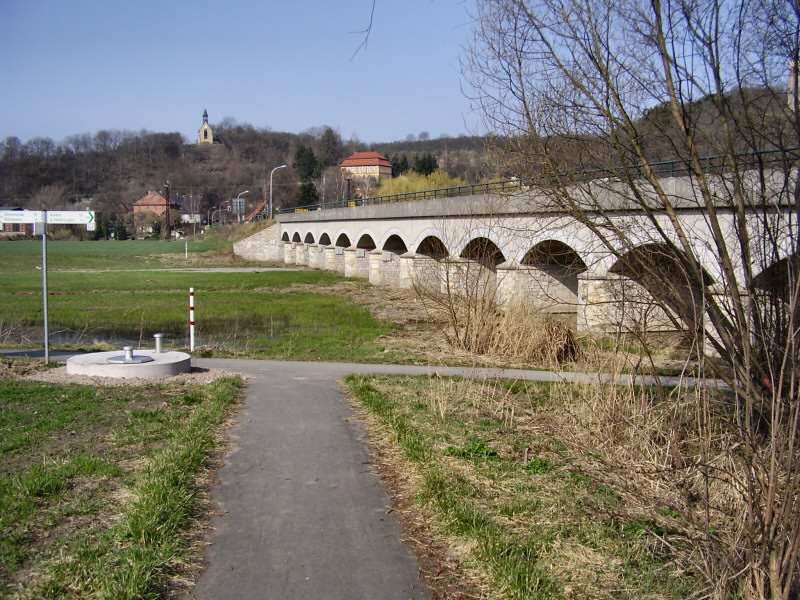
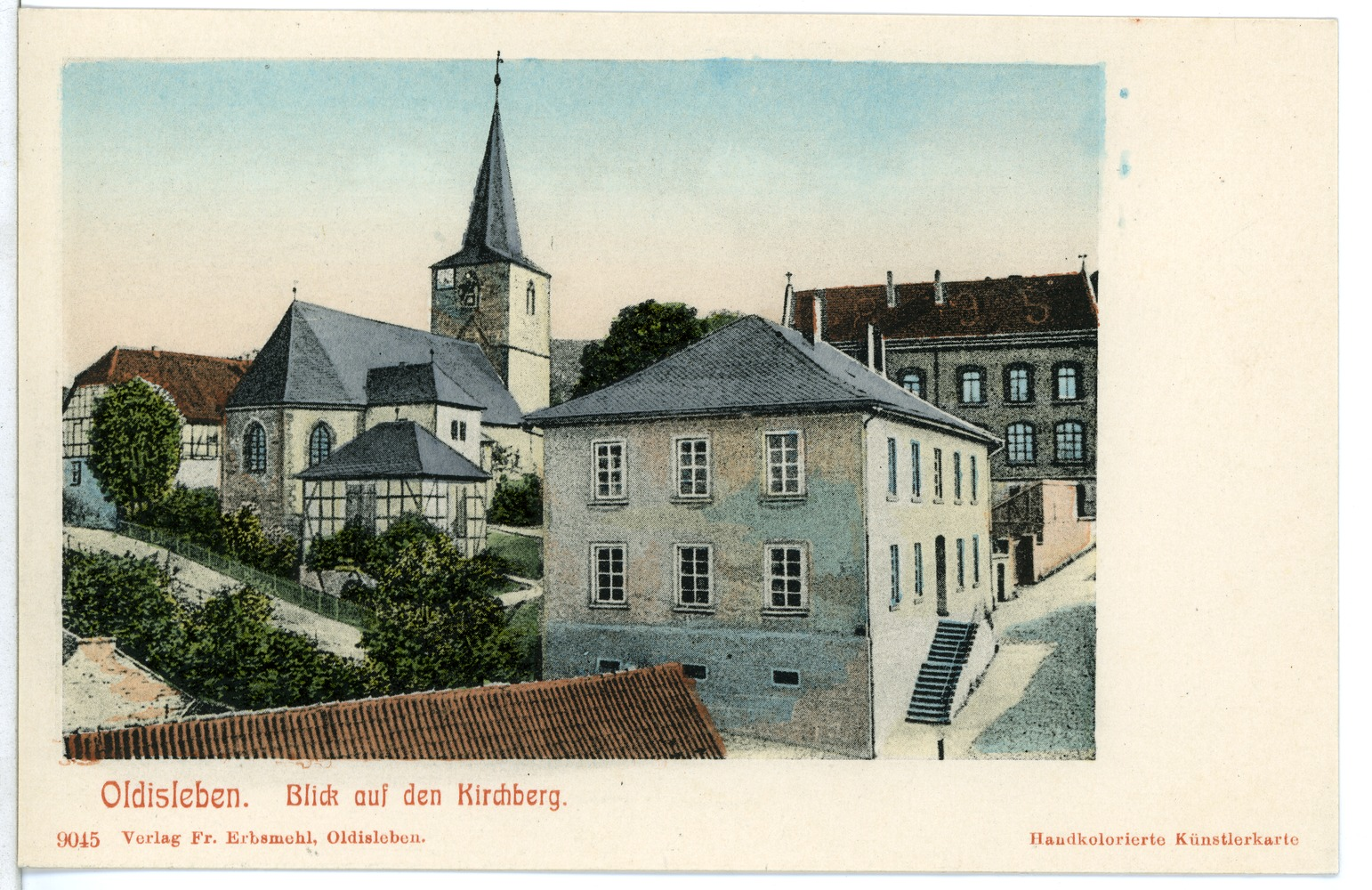